# Cacoal
Cacoal es un municipio brasileño del estado de Rondonia. Su población en 2016 era de 71.931 personas y posee un área de 3 792,638 km².

## Símbolos de la ciudad

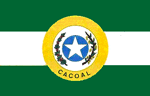
Bandera de Cacoal

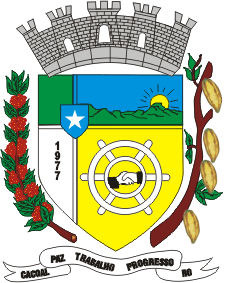
Escudo de armas de Cacoal

## Ubicación
Cacoal se sitúa en la Mesorregión del Este Rondoniense  y en la Microrregión de Cacoal.

Ubicación de Cacoal en Rondônia

11° 26' 19" S 61° 26' 50" O

## Datos
Población: 87.877 (2016)
área: 3 792,638 km².
Densidad demográfica: 23,17 hab./km²
Altitud: 200 m

### Distancia hasta la capital
Capital de Rondonia: 479 km (Porto Velho)
Capital de Brasil: 1.955 km (Brasilia)
- Datos: Q1761637
- Multimedia: Cacoal / Q1761637